# Pablo Trapero
Pablo Trapero (San Justo, 4 ottobre 1971) è un regista, sceneggiatore, produttore cinematografico, montatore ed attore argentino.

## Biografia
Esordisce nella regia di un lungometraggio nel 1999 con Mondo Grua (Mundo grúa), vincitore della Settimana internazionale della critica alla 56ª Mostra del cinema di Venezia. Alla fortunata opera prima seguono El Bonaerense (2002), presentato nella sezione Un Certain Regard al 55º Festival di Cannes, Familia rodante (2004), presentato nella sezione Orizzonti della 61ª mostra del cinema di Venezia, e Nacido y criado (2006), in concorso alla 1ª edizione della Festa del cinema di Roma.
Quest'ultimo segna l'esordio come attrice di sua moglie Martina Gusmán, fino ad allora sua collaboratrice alla produzione, consacrata come interprete dall'impegnativo ruolo da protagonista nel successivo Leonera (2008), in concorso al 61º Festival di Cannes, che le vale svariati premi internazionali. Trapero ritorna al Certain Regard con Carancho (2010) ed Elefante blanco (2012), entrambi interpretati da Ricardo Darín e Martina Gusmán. Per il film Il clan vince il Leone d'argento per la miglior regia al Festival di Venezia 2015.

## Filmografia

### Regista

#### Cinema
- Mondo Grua (Mundo grúa) (1999)
- El Bonaerense (2002)
- Familia rodante (2004)
- Nacido y criado (2006)
- Leonera (2008)
- Carancho (2010)
- Elefante blanco (2012)
- Il clan (El Clan) (2015)
- Il segreto di una famiglia (La quietud) (2018)

### Televisione
- Ensayo – serie TV (2003)
- 25 miradas, 200 minutos – serie TV, 1 episodio (2010)
- ZeroZeroZero – serie TV, episodi 1x06-1x07-1x08 (2020)

#### Cortometraggi
- Mocoso malcriado (1992)
- Negocios (1995)
- Naikor (2001)
- Sobras, episodio di Stories on Human Rights (2008)
- Nómade (2010)
- Jam Session, episodio di 7 Days in Havana (7 días en La Habana) (2012)